# Bäckebo kyrka
Bäckebo kyrka är en kyrkobyggnad i Bäckebo i Växjö stift. Den är församlingskyrka i Bäckebo församling. Tidigare fanns här en träkyrka uppförd 1685. Den ersattes 1847 av nuvarande stenkyrka.

## Kyrkobyggnaden
Bäckebo kyrka är en hallkyrka byggd 1842-44  i  nyklassicistisk stil   med halvrunt  kor i öster , sakristia  på norra sidan och tornbyggnad i väster. Byggmästare var Jonas D Berglund. Enligt uppgift följde Berglund inte de ritningar som utförts av Nils Isak Löfgren. Istället uppfördes enligt församlingens önskan en kyrka i Karl Johansstil . Tornet försågs med en flersidig sluten lanternin med urtavlor i de fyra väderstrecken. Lanterninen kröns av ett kors. Entréer till kyrkorummet finns dels i tornbyggnaden dels å södra långhusväggen . Interiören präglas av ljus och rymd. Över kyrkorummet välver sig ett innertak av typ tunnvalv. Kordelen markeras av en korbåge. Kyrkan invigdes den 1 augusti 1847 av kontraktsprosten Aron von Sydow. Renoveringar har ägt rum 1913, 1935 och 1958. Senaste renovering ägde rum 2002 och kyrkan återinvigdes av biskop Anders Wejryd den 25 augusti samma år.

## Interiör
- Altaruppställningen består av två kraftiga kolonner som bär upp ett halvcirkeformat överstycket brutet av en stor strålsol.
- Altartavlan som ingår i altaruppställningen är utförd av Sven Gustaf Lindblom ca 1845 och har som motiv Kristus bär korset.
- Altarringen är traditionellt halvrund ,prydd med breda speglar.
- Predikstolen är i likhet med altaruppställningen samtida med kyrkan. Den hade ursprungligen sin plats mitt på kyrkorummet norra vägg med uppgång från sakristian men flyttades 1958 närmare koret med separat predikstolstrappa.
- Dopfunt av huggen sandsten.
- Bänkinredningen med dörrar mot mittgången är delvis från kyrkans byggnadstid.
- Orgelläktare med utbyggt mittstycke. I mitten prydd med en förgylld lyra.

## Orglar

### Kronologi
- År 1749: sattes ett orgelverk från Åby kyrka upp, troligen tillverkad 1672 av orgelbyggare Magnus Åhrman, Borås.[2]
- År 1848 byggde Johannes Magnusson, Nässja, Lemnhult, en mekanisk orgel med en manual och bihangspedal. Manualerna hade ursprungligen svarta undertangenter. Tonomfång: manual C - f³, pedal C - g°. Fasaden har tre ljudande pipor.
- År 1884 renoverade orgelbyggaren Carl August Johansson (från Hovmantorp, född 1824, död 1899) orgeln och bytte ut Principal 4' och Fleut d'amour 8' mot Principal 8' resp. Gamba 8'. Han förnyade också Trumpet 8' och satte in ett oktavkoppel.
- År 1952 konserverade bröderna Moberg från Sandviken orgeln och återställde den ursprungliga dispositionen. Scharf III ch., som tidigare flyttats om och saknade kvintkor, rekonstrueras. (Enligt förslag av domkyrkoorganist Gotthard Arnér i Växjö.)
- År 1966 gjorde Firma Magnusson, Göteborg, några mindre arbeten.
- År 1996 återställde Sune Fondell orgeln till ursprungligt skick så långt det var möjligt. Manualen återfick sina svarta undertangenter. Filtningen i spelmekaniken togs bort och pedalklaviaturen byggdes om. Orgeln återfick också sitt ursprungliga lufttryck. Stämning: korton a¹ = 452 Hz.

### Ursprunglig och nuvarande disposition
| Manual C-f³                     | Pedal C-g° |
| Borduna 16', B/D                | bihängd    |
| Gedakt 8'                       |            |
| Fleut d'Amoure 8' (1952)        |            |
| Fugara 8', (C-h)                |            |
| Principal 4' (fasad A-H) (1996) |            |
| Fleut 4'                        |            |
| Qwinta 3' (eg. 2 2/3')          |            |
| Octava 2'                       |            |
| Kort fleut 2'                   |            |
| Scharf III ch. (1996)           |            |
| Trumpet 8' B/D (1996)           |            |

### Kororgel
- År 1981 levererade Johannes Künkel, Lund, en 13-stämmig helmekaniskt kororgel.

Disposition:
| Manual I         | Manual II     | Pedal         | Koppel |
| Rörflöjt 8'      | Gedackt 8'    | Subbas 16'    | I/P    |
| Principal 4'     | Spetsflöjt 4' | Borduna 8'    | II/P   |
| Koppelflöjt 4'   | Principal 2'  | Kvintadena 4' | II/I   |
| Waldflöjt 2'     | Nasat 1 1/3'  |               |        |
| Mixtur III chor. | Krumhorn 8'   |               |        |

## Bildgalleri

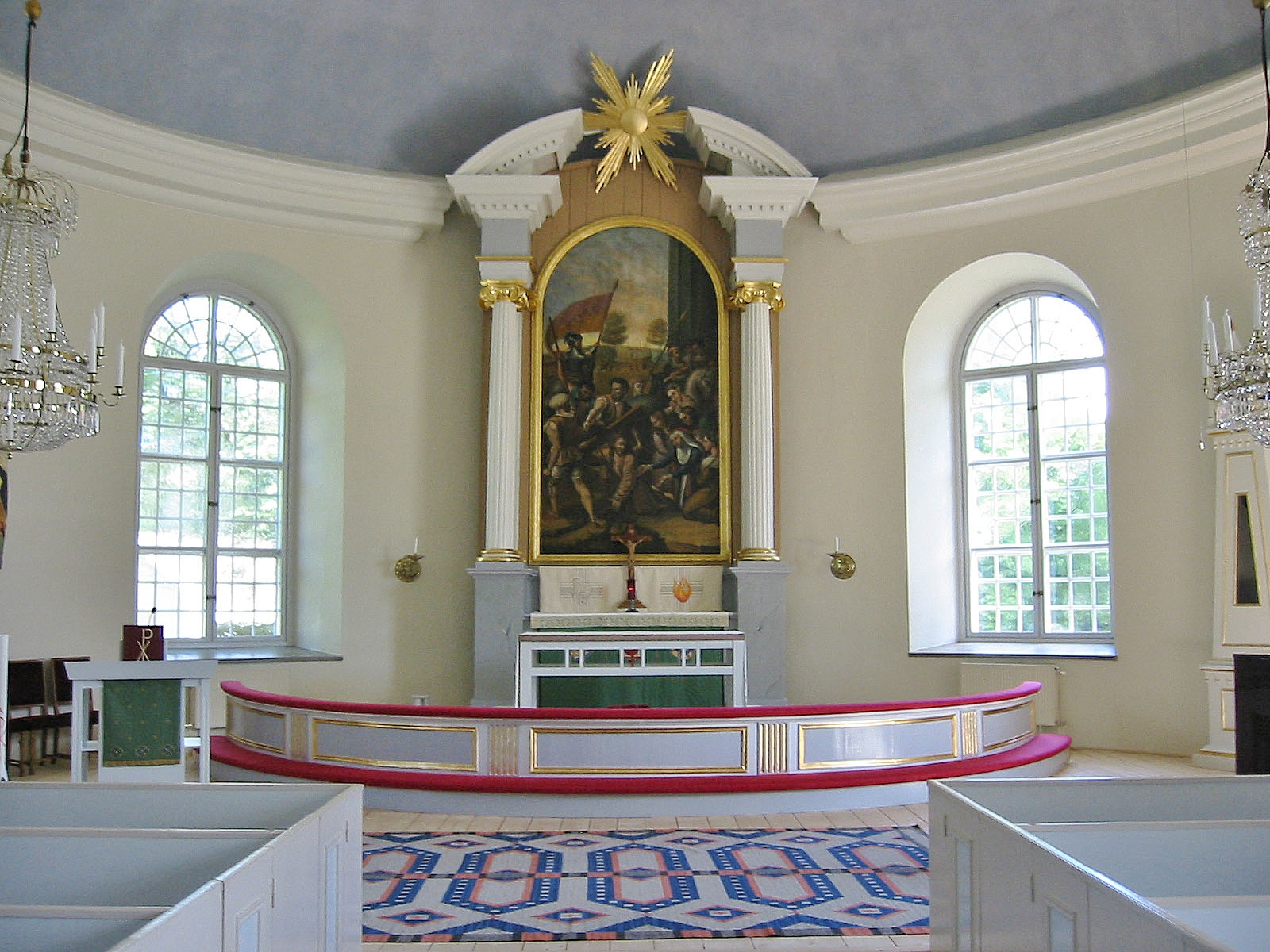
Koret med Lindbloms altartavla
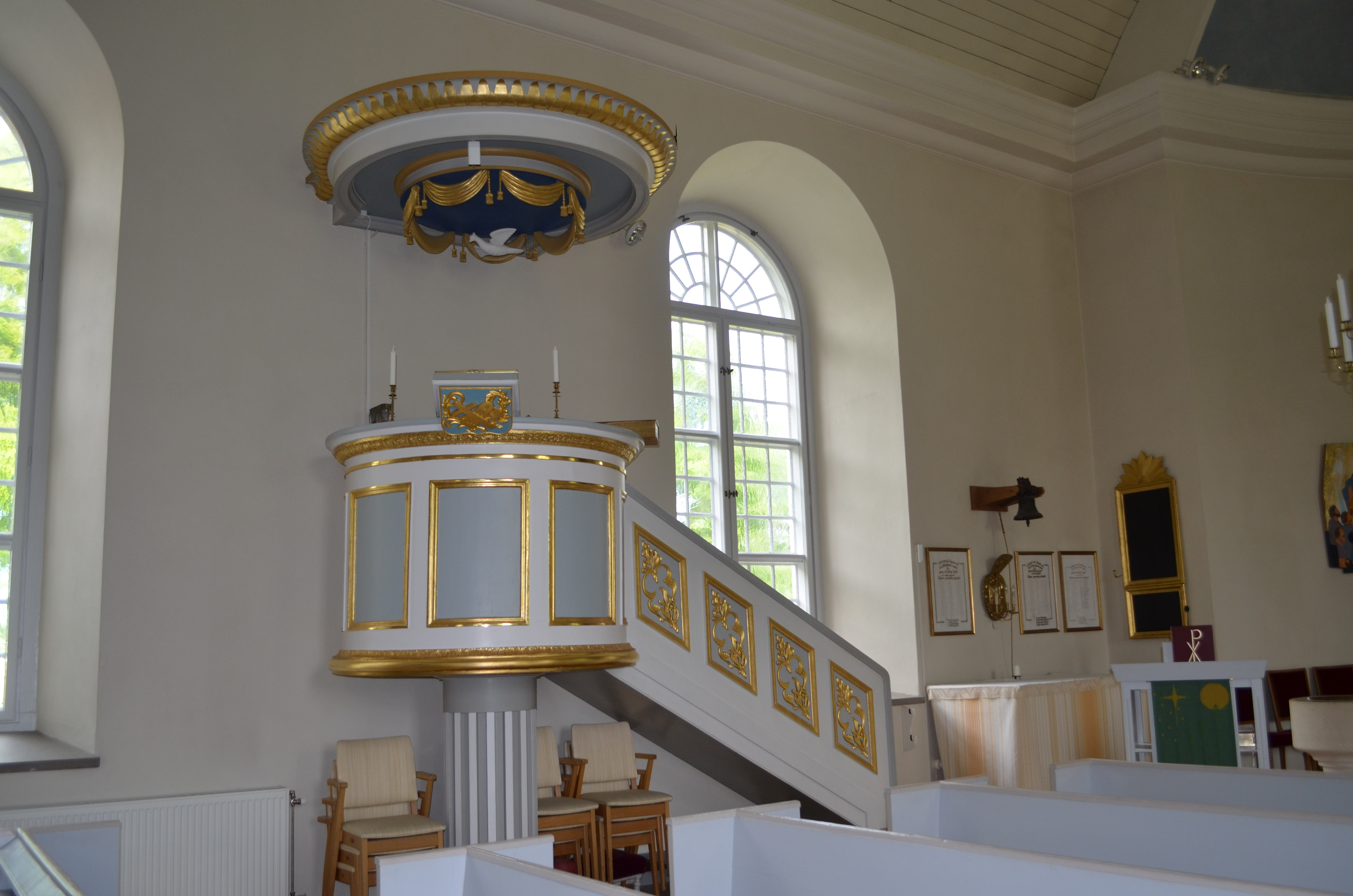
Predikstolen
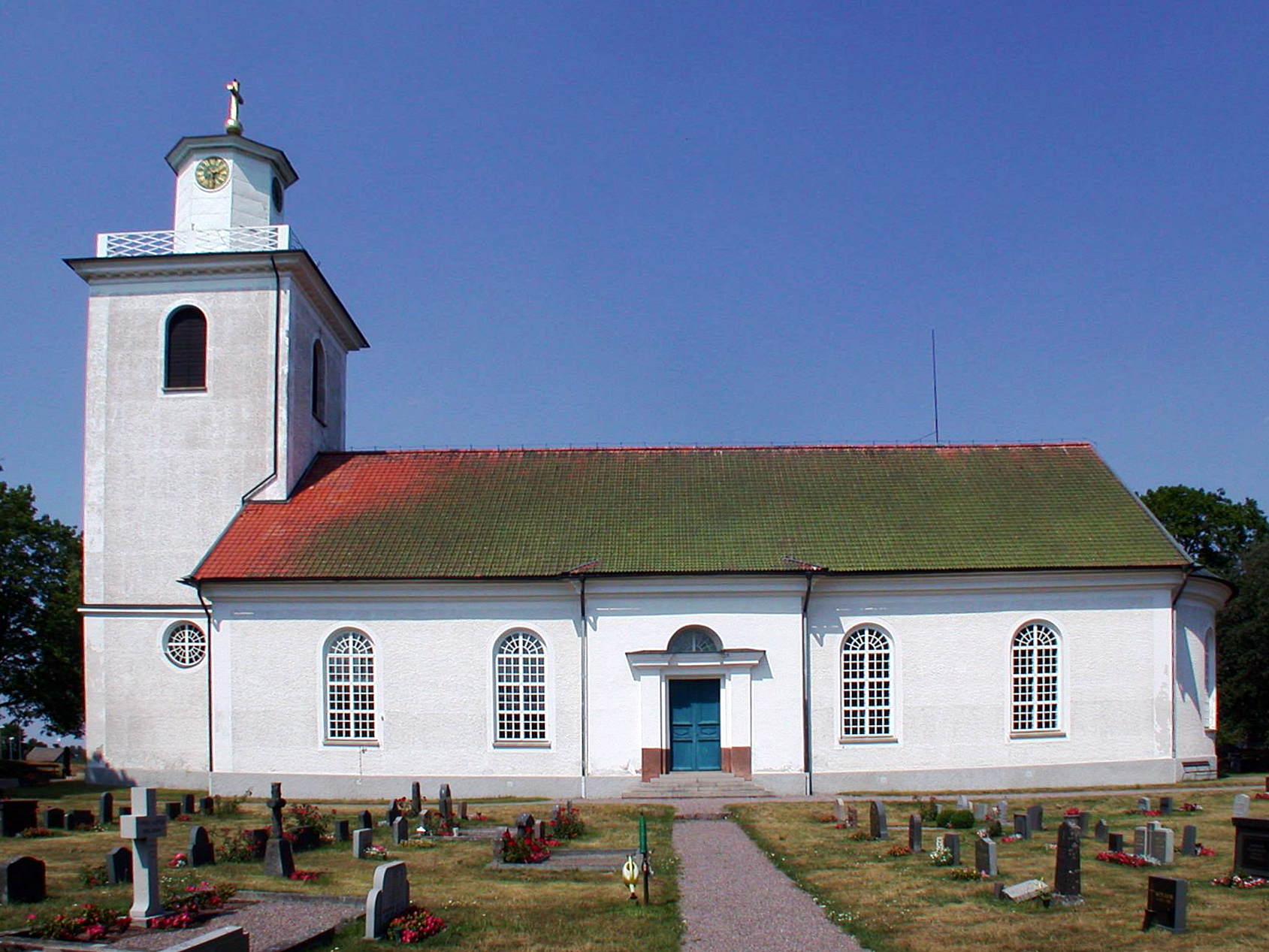
Bäckebo kyrka från söder
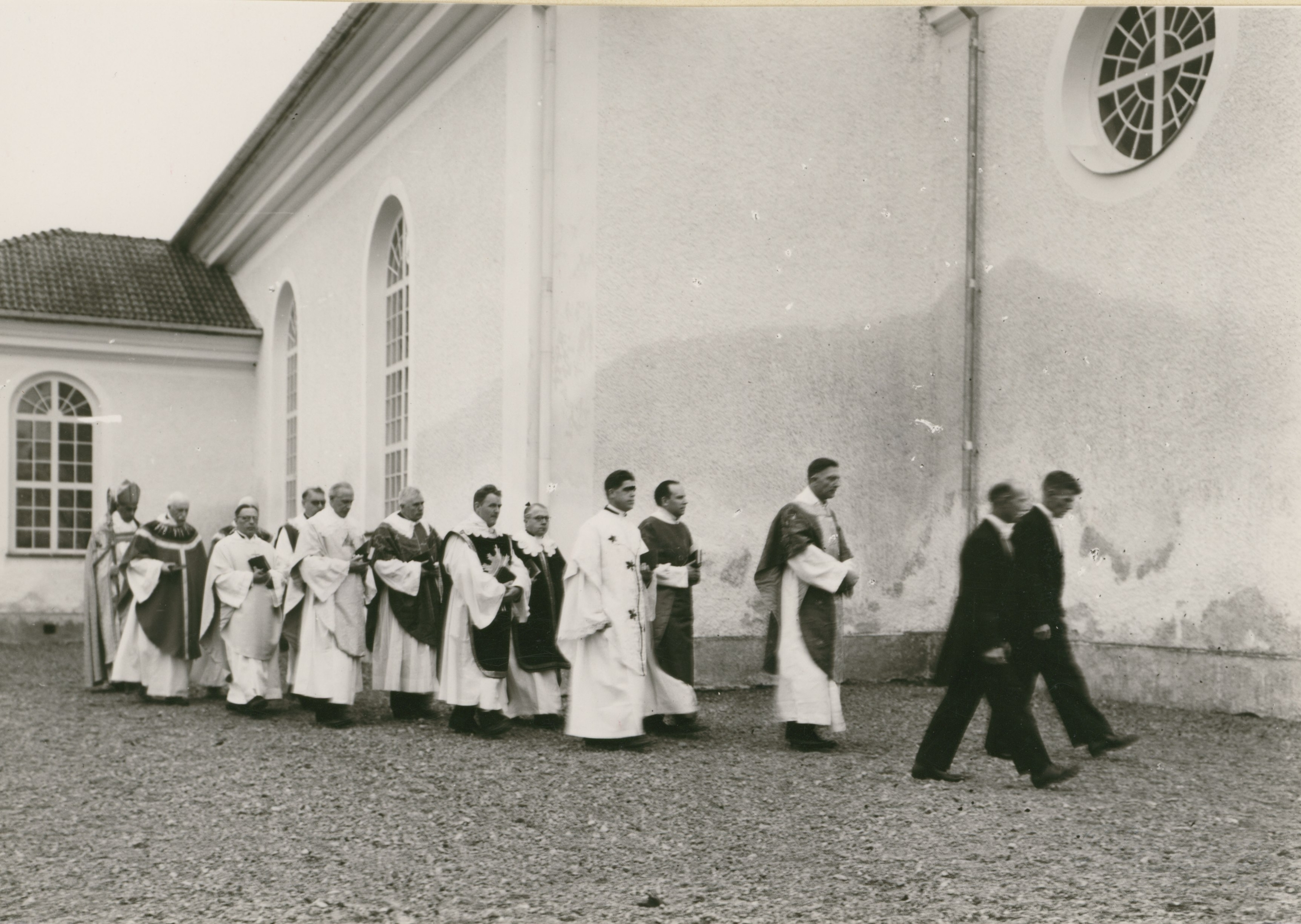
Biskopsvisitation 28 oktober 1945 i närvaro av biskop Yngve Brilioth